# مود هاو إليوت
مود هاو إليوت (بالإنجليزية: Maud Howe Elliott)‏‏ (9 نوفمبر 1854 في بوسطن - 19 مارس 1948 في نيوبورت) كاتِبة، وروائية، وصحفية، ومحاضرة، وناشطة حق تصويت المرأة من الولايات المتحدة.

## الجوائز
- جائزة بوليتزر عن فئة السيرة الذاتية
- قاعة مشاهير نساء رود آيلاند للتراث